# クラフト温泉
クラフト温泉（クラフトおんせん）は、天然温泉の湯と熟成土と鉱石の混合物に高熱を加えて蒸発濃縮したものである。
製造方法
専用の湯蔵（温泉タンク）に各地で湧出した天然温泉を入れ、温泉の元となる成分を10%程度含むシェール温泉（温泉鉱石）と呼ばれる温泉シェールを粉砕、攪拌したものに高熱を加える。
成分
天然温泉に多く含まれるナトリウム、カリウム、カルシウム、マグネシウムなどに加え、亜鉛、シリカ、銅、マンガン、ヨウ素、セレン、クロム、モリブデンなどの多種多様な成分を含む。
温泉成分の溶存物質量は1kgあたり250g（25%）以上である。家庭の浴槽（約250リットル）に、クラフト温泉（25ml）を入れることで自宅でも温泉入浴を楽しめるとされるが、この時の温泉成分の濃度は0.0025%となる。なお、単純温泉の温泉成分の濃度は0.1%以下と定義されている。
利用
クラフト温泉の開発企業であるLe Furo（ルフロ、東京・港）は、これをお湯と混ぜれば温泉と同じ効能が期待できると主張している。同社はこれを混ぜたミネラルウォーターも販売しており、通常のミネラルウォーターより多くのミネラルを摂取できるとされる。